# Sci alpino ai XXII Giochi olimpici invernali - Discesa libera maschile
Tra le competizioni dello Sci alpino ai XXII Giochi olimpici invernali di Soči 2014 la discesa libera maschile si è disputata il 9 febbraio sulla pista Roza Chutor di Krasnaja Poljana. L'austriaco Matthias Mayer ha vinto la medaglia d'oro, l'italiano Christof Innerhofer quella d'argento e il norvegese Kjetil Jansrud quella di bronzo.
Mayer è stato il settimo atleta austriaco ad aggiudicarsi l'oro nella specialità; l'ultimo suo connazionale a conquistare la medaglia era stato Fritz Strobl a Salt Lake City 2002. Innerhofer stato è il primo sciatore italiano a vincere l'argento olimpico nella discesa libera, così come Jansrud è stato il primo norvegese a ottenere il bronzo.
Detentore del titolo di campione olimpico uscente era lo svizzero Didier Défago, che vinse a Vancouver 2010, sul tracciato di Whistler (in Canada), precedendo il norvegese Aksel Lund Svindal (medaglia d'argento) e lo statunitense Bode Miller (medaglia di bronzo).

## Risultati
| Pos. | Atleta                         | Nazione              | Tempo   | Distacco |
| ---- | ------------------------------ | -------------------- | ------- | -------- |
| 1    | Matthias Mayer                 | Austria              | 2:06,23 |          |
| 2    | Christof Innerhofer            | Italia               | 2:06,29 | +0,06    |
| 3    | Kjetil Jansrud                 | Norvegia             | 2:06,33 | +0,10    |
| 4    | Aksel Lund Svindal             | Norvegia             | 2:06,52 | +0,29    |
| 5    | Travis Ganong                  | Stati Uniti          | 2:06,64 | +0,41    |
| 6    | Carlo Janka                    | Svizzera             | 2:06,71 | +0,48    |
| 7    | Peter Fill                     | Italia               | 2:06,72 | +0,49    |
| 8    | Bode Miller                    | Stati Uniti          | 2:06,75 | +0,52    |
| 9    | Max Franz                      | Austria              | 2:07,03 | +0,80    |
| 10   | Erik Guay                      | Canada               | 2:07,04 | +0,81    |
| 11   | Dominik Paris                  | Italia               | 2:07,13 | +0,90    |
| 12   | Werner Heel                    | Italia               | 2:07,16 | +0,93    |
| 13   | Beat Feuz                      | Svizzera             | 2:07,49 | +1,26    |
| 14   | Didier Défago                  | Svizzera             | 2:07,79 | +1,56    |
| 15   | Patrick Küng                   | Svizzera             | 2:07,82 | +1,59    |
| 16   | David Poisson                  | Francia              | 2:07,83 | +1,60    |
| 17   | Georg Streitberger             | Austria              | 2:07,86 | +1,63    |
| 18   | Adrien Théaux                  | Francia              | 2:07,89 | +1,66    |
| 19   | Benjamin Thomsen               | Canada               | 2:08,00 | +1,77    |
| 20   | Ondřej Bank                    | Rep. Ceca            | 2:08,24 | +2,01    |
| 21   | Jan Hudec                      | Canada               | 2:08,49 | +2,26    |
| 22   | Klaus Kröll                    | Austria              | 2:08,50 | +2,27    |
| 23   | Alek Glebov                    | Russia               | 2:08,96 | +2,73    |
| 24   | Klemen Kosi                    | Slovenia             | 2:08,98 | +2,75    |
| 25   | Manuel Osborne-Paradis         | Canada               | 2:09,00 | +2,77    |
| 26   | Guillermo Fayed                | Francia              | 2:09,03 | +2,80    |
| 27   | Steven Nyman                   | Stati Uniti          | 2:09,15 | +2,92    |
| 28   | Paul de la Cuesta              | Spagna               | 2:09,46 | +3,23    |
| 29   | Natko Zrnčić-Dim               | Croazia              | 2:09,80 | +3,57    |
| 30   | Marco Sullivan                 | Stati Uniti          | 2:10,10 | +3,87    |
| 31   | Jury Danilačkin                | Bielorussia          | 2:10,58 | +4,35    |
| 31   | Kevin Esteve                   | Andorra              | 2:10,80 | +4,57    |
| 33   | Igor' Zakurdaev                | Kazakistan           | 2:11,28 | +5,05    |
| 34   | Ferran Terra                   | Spagna               | 2:11,43 | +5,20    |
| 35   | Martin Vráblík                 | Rep. Ceca            | 2:11,73 | +5,50    |
| 36   | Georgi Georgiev                | Bulgaria             | 2:12,49 | +6,26    |
| 37   | Christoffer Faarup             | Danimarca            | 2:12,55 | +6,32    |
| 38   | Nikola Čongarov                | Bulgaria             | 2:12,57 | +6,34    |
| 39   | Arnaud Alessandria             | Monaco               | 2:12,71 | +6,48    |
| 40   | Marc Oliveras                  | Andorra              | 2:12,76 | +6,53    |
| 41   | Henrik von Appen               | Cile                 | 2:13,16 | +6,93    |
| 42   | Martin Chuber                  | Kazakistan           | 2:13,51 | +7,28    |
| 43   | Dmitrij Koškin                 | Kazakistan           | 2:14,64 | +8,40    |
| 44   | Igor Laikert                   | Bosnia ed Erzegovina | 2:15,07 | +8,84    |
| 45   | Martin Bendík                  | Slovacchia           | 2:15,38 | +9,16    |
| 46   | Ioan Valeriu Achiriloaie       | Romania              | 2:17,46 | +11,23   |
| 47   | Roberts Rode                   | Lettonia             | 2:17,50 | +11,27   |
|      | Johan Clarey                   | Francia              | DNF     | DNF      |
|      | Aleksander Aamodt Kilde        | Norvegia             | DNF     | DNF      |
|      | Cristian Javier Simari Birkner | Argentina            | DNS     | DNS      |

Legenda:

DNS = non partito

DNF = prova non completata
Data: domenica 9 febbraio 2014

Ore: 11.00 (UTC+3)

Pista: Roza Chutor

Partenza: 2 045 m s.l.m.

Arrivo: 970 m s.l.m.

Lunghezza: 3 495 m

Dislivello: 1 075 m

Tracciatore: Helmuth Schmalzl (FIS)